# 관고동
관고동(官庫洞)은 대한민국 경기도 이천시의 북서쪽에 위치한 동이다.

## 개요
관고동은 경기 동남부 구릉평야 지대이며, 쌀, 도자기 등 전통산업과 농업이 조화롭게 발전하는 지역이다. 경충대로가 관통하는 중부내륙의 교통요충지이면서, 삼국 통일의 발판지인 설봉산 남천정지가 위치한다.
1938년 10월 1일 읍내면이 이천읍으로 승격되면서 신둔면 사음리가 이천읍으로 편입되었다. 도농복합형태의 시설치에 관한 법률 제4994호로 1996년 3월 1일 이천시로 승격됨에 따라 관고리와 사음리가 관고동으로 분동되었다.

## 법정동
- 관고동(官庫洞)
- 사음동(沙音洞)

## 교육
- 이천양정여자중학교
- 이천양정여자고등학교
- 다산고등학교

## 문화재
- 영월암 마애여래입상 - 보물 제822호

## 아파트
| 단지명           | 건설사       | 시행사                        | 주소 | 입주        | 비고 |
| ---------------- | ------------ | ----------------------------- | ---- | ----------- | ---- |
| 이천자이 더 파크 | 지에스건설㈜ | ㈜교보자산신탁 ㈜부악공원개발 |      | 2024년 11월 |      |